# Галущак, Савва Кириллович
Са́вва Кири́ллович Галуща́к (17 декабря 1911, Кривошеи, Винницкий уезд, Подольская губерния, Российская Империя — 21 марта 1997, Акмола, Казахстан) — советский государственный и партийный деятель, Герой Социалистического Труда (1957), почётный гражданин Астаны.

## Биография
Родился 17 декабря 1911 года в селе Кривошеи Винницкого уезда Подольской губернии (сейчас в Хмельницком районе Винницкой области Украины). По национальности украинец.
Был выходцем из крестьянской семьи.

### Участие в коллективизации
В 1929 года стал членом ВЛКСМ. Участвовал в коллективизации в своём селе, был одним из организаторов местной сельхозартели. В 1930 году был избран её председателем, а позже — председателем исполкома сельсовета.
В процессе коллективизации пострадал от кулаков, которые пытались его устранить: в 1932 году при изъятии у них зерна был серьёзно ранен.

### Карьера
В 1933—1935 годах учился на рабфаке Одесского института инженеров водного транспорта. После его окончания трудился в тресте «Казахстройпуть»: был шофёром, позже механиком и начальником цеха ремонтно-прокатной базы на строительстве железных дорог Караганда — Балхаш и Акмолинск — Карталы.
В 1939 году вступил в ВКП(б).
В 1940—1941 годах учился в школе техников-механиков первого класса при Московском электромеханическом институте инженеров железнодорожного транспорта.
В годы Великой Отечественной войны собирался отправиться добровольцем на фронт, но, будучи тогда отцом четверых детей и не годным по состоянию здоровья, не был принят:

Как ни рвался на войну Галущак… как ни хитрил на медкомиссиях, докапывавшихся до тех отметин, которыми проштамповала его коллективизация, как ни обивал пороги военкоматов, райкомов, обкомов – ответ всюду был один: «…Придёт нужда – позовём».

В 1941—1943 годах работал в Акмолинске старшим мастером отдела трудового контроля в Центральных ремонтных мастерских на строительстве железной дороги Акмолинск — Карталы.
С 1943 года Галущак находился на партийной работе. Первоначально был инструктором Акмолинского обкома КП Казахской ССР, парторгом завода имени Ленина, вторым секретарём Макинского райкома КП Казахской ССР.
В 1950—1952 годах обучался в Высшей партийной школе в Алма-Ате, после чего стал председателем Атбасарского райисполкома Акмолинской области. На этом посту активно участвовал в освоении целины. 16 марта 1954 года Галущак встречал первых рабочих, которым предстояло возделывать целину в Атбасарском районе.
За три года работы Галущака посевные площади в районе увеличились в 5 раз. Были созданы новые совхозы, которые за три года полностью покрыли расходы на их создание. Большое внимание было уделено развитию совхозной инфраструктуры: было возведено 830 домов, 15 электростанций, 8 больниц, школы, клубы.
Председателя Атбасарского райисполкома С. К. Галущака в своей книге «Целина» упоминает Л. И. Брежнев:

На следующее утро по моей просьбе [секретарь райкома Макарин] собрал в райкоме директоров совхозов… пришли председатель райисполкома С. К. Галущак, его заместитель Рахим Кайсарин и другие товарищи. Еще раз мы все обсудили, всех я внимательно выслушал, а в заключение сказал:
— Хорошо, что к большому делу вы относитесь основательно, осторожно.

В 1956 году Галущак стал первым секретарём Макинского райкома КП Казахской ССР.
Указом Президиума Верховного Совета СССР от 11 января 1957 года за особо выдающиеся успехи, достигнутые в работе по освоению целинных и залежных земель, и получение высокого урожая Савве Кирилловичу Галущаку присвоено звание Героя Социалистического Труда с вручением ордена Ленина и золотой медали «Серп и Молот».
В 1958—1960 годах был секретарём Акмолинского обкома КП Казахской ССР, в 1960—1961 годах — первым секретарём Целиноградского горкома. В 1961—1965 годах возглавлял отдел руководящих кадров Целинного совнархоза.
В 1965 году был назначен директором учебного комбината «Целинэнерго». Был депутатом Акмолинского областного Совета депутатов трудящихся и районных советов.
С 1973 по 1986 годы работал директором производственного объединения «Целиноградбытобувь».
4 июля 1980 года совместным постановлением Целиноградского горкома КП Казахской ССР и исполкома Целиноградского городского Совета народных депутатов был удостоен звания почётного гражданина Целинограда.
Награждён орденом «Знак Почёта» (4 августа 1986), медалями, в том числе «За трудовую доблесть».
Жил в Целинограде (Акмоле). Умер 21 марта 1997 года. Похоронен на Городском кладбище Астаны.

### Семья
Жена — Софья Михайловна Галущак (Павлова) (1912—1981). В семье Галущаков было пятеро детей: Людмила, Борис, Тамара, Антонина, Галина.